# Фонтан Треві
Фонтан Треві (італ. Fontana di Trevi) — найбільший фонтан у Римі, заввишки 25,9 метрів та 19,8 метрів завширшки. Є «найамбіційнішим» фонтаном у Римі в стилі бароко.

## Історія
Історія фонтана почалася в 1629 році. Фонтан на перехресті трьох доріг позначав основне місце одного з 11-ти акведуків Рима Аква Вірго. Римські інженери знайшли джерело чистої води за 22 кілометри від міста.
У 1453 році папа Миколай V закінчив вдосконалення акведука Аква Вірго і побудував простий резервуар, спроєктований архітектором-гуманістом Альберті Леоном-Баттіста.
У 1629 році папа Урбан VIII назвав фонтан банальним і попрохав скульптора Лоренцо Берніні створити нові ескізи, але коли папа помер, проєкт було закрито. Роботи над фонтаном розпочалася в 1732 році і закінчилася в 1762 році під керівництвом архітектора Нікола Сальві. Він прибудував до фасаду існуючого палацу декоративну стіну у вигляді римської тріумфальної арки з могутньою центральною круглою нішею для Океану, що панує над морськими потоками. Центральне місце у фонтані займає фігура Нептуна, що стоїть на колісниці у вигляді раковини, запряженої парою морських коней, яких ведуть двоє тритонів. Середня ніша, або екседра, має колони для максимального освітлення та тіней.
Фонтан відреставрований в 1998 році, кам'яна кладка була підрихтована та вичищена, а фонтан був оснащений циркулюючими водяними насосами і окислювачами.

## Цікаві факти
Фонтан збирає за рік 1,5 млн євро. Все завдяки прикметам: вважається, що якщо людина кине монетку в фонтан, то обов'язково повернеться в Рим. Якщо кине дві, то на любовну зустріч, три — до весілля, а чотири — до багатства.

## Галерея

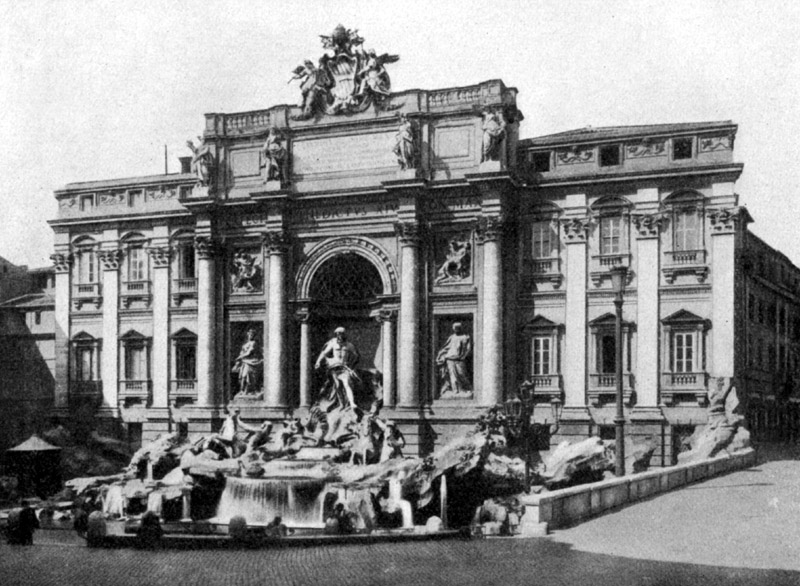
1900
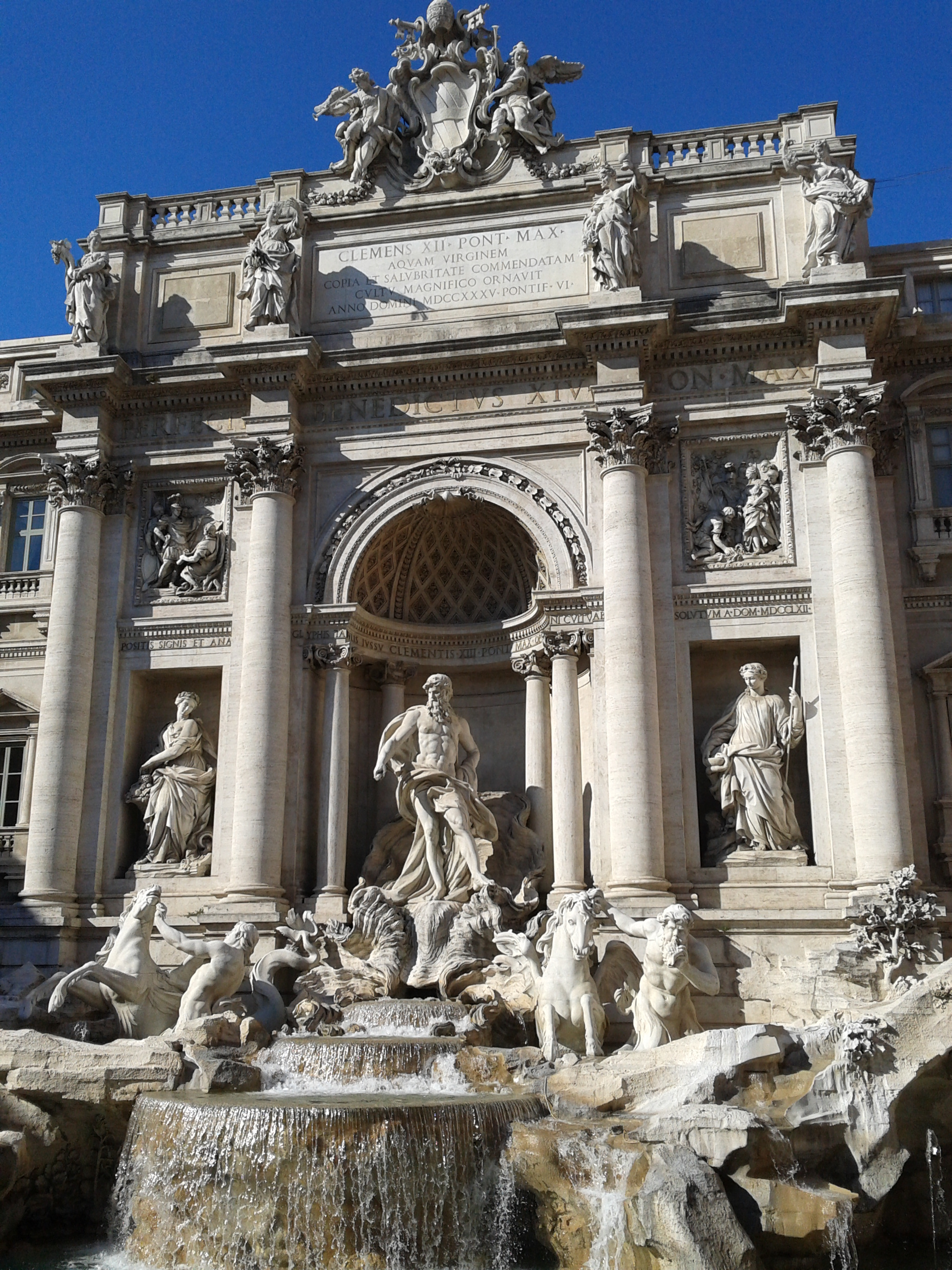
Partie centrale de la fontaine de Trevi de jour.
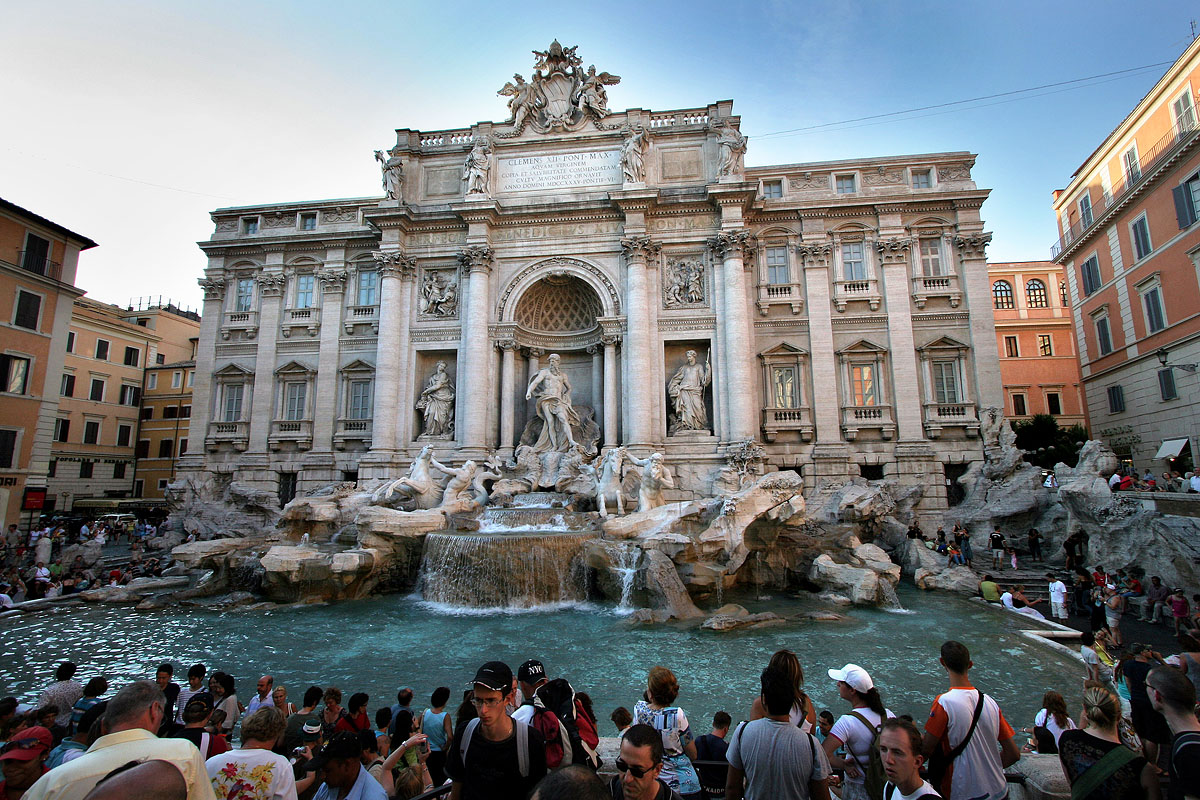
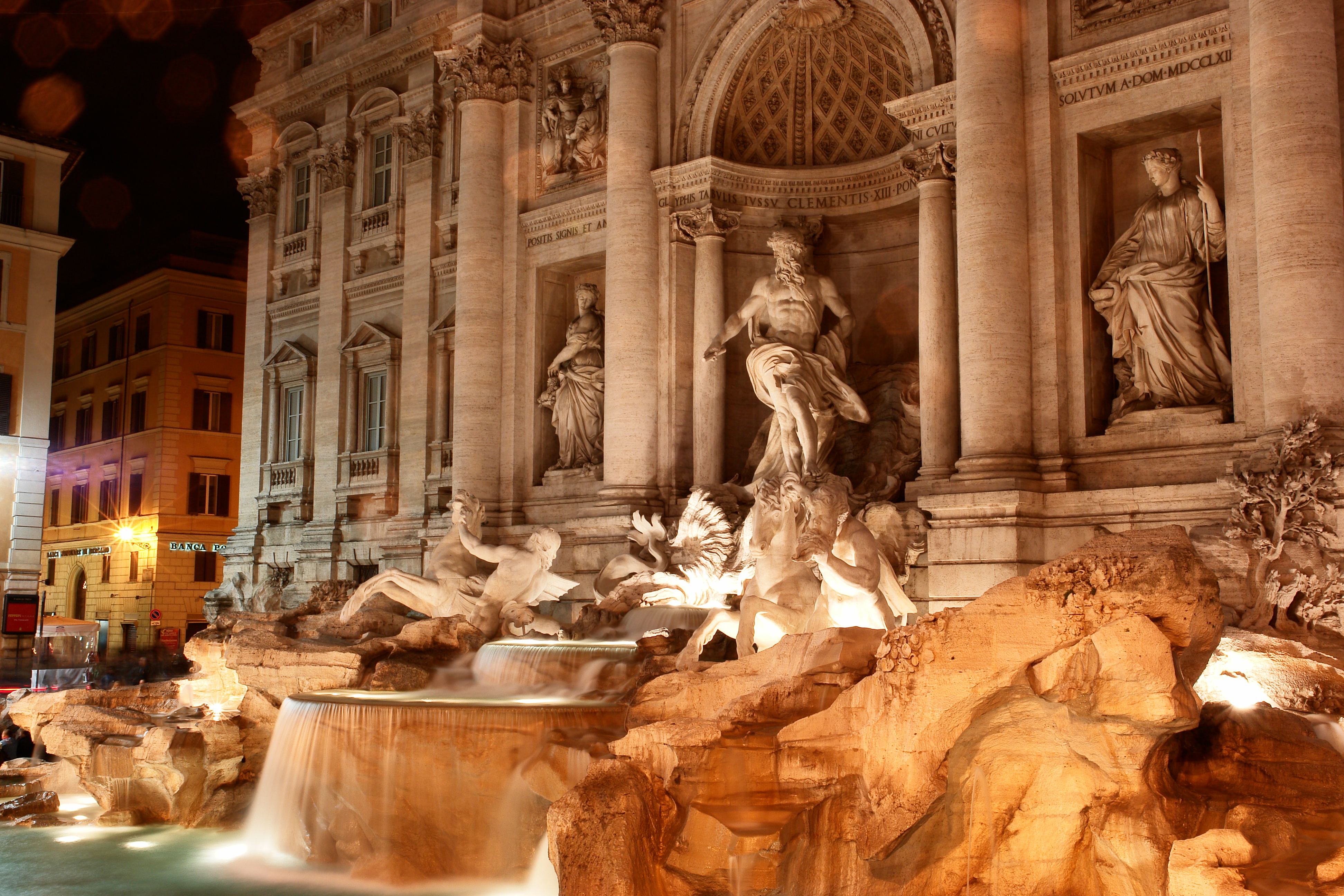
Ввечері
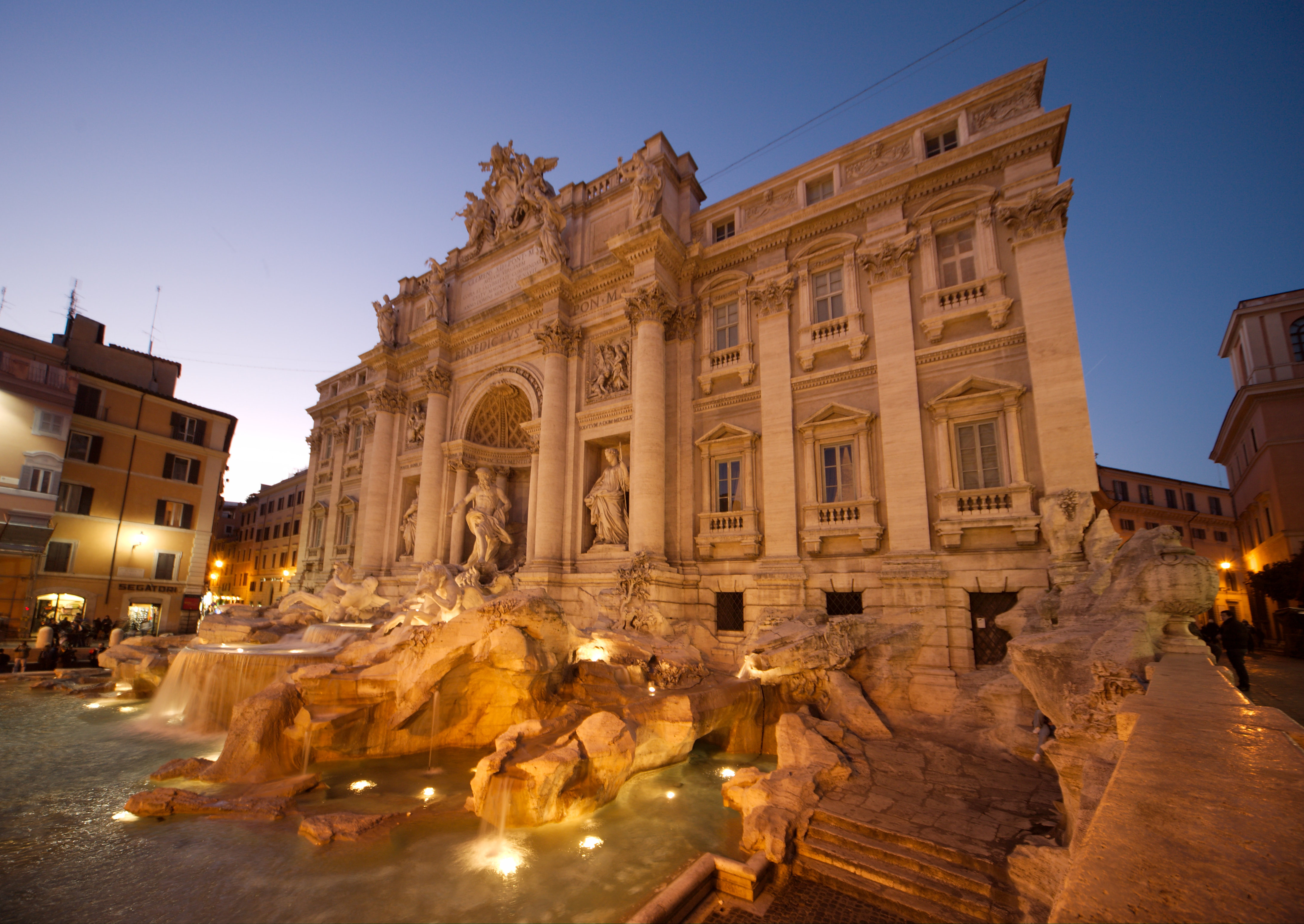
Ввечері
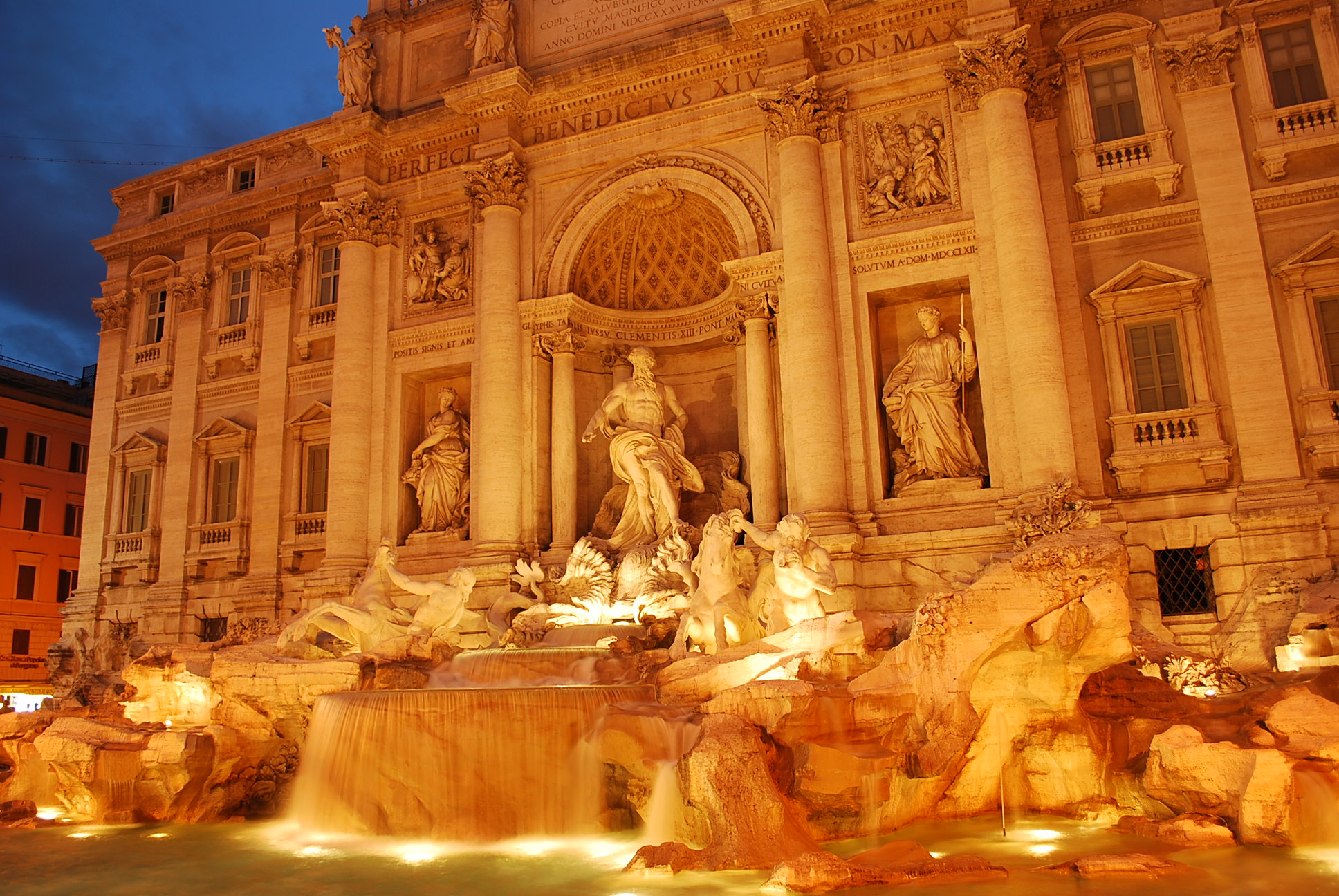
Ввечері
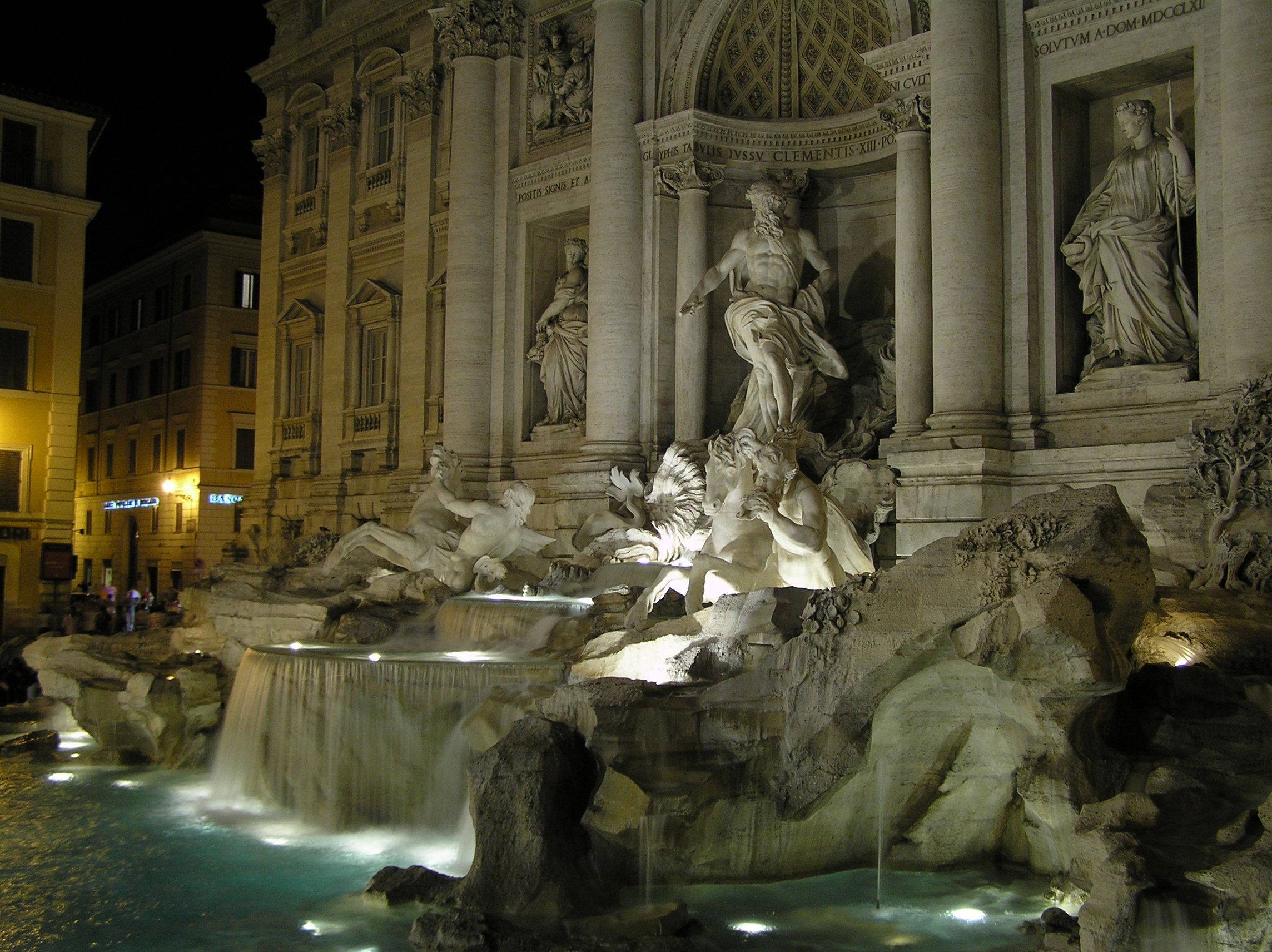
Ввечері
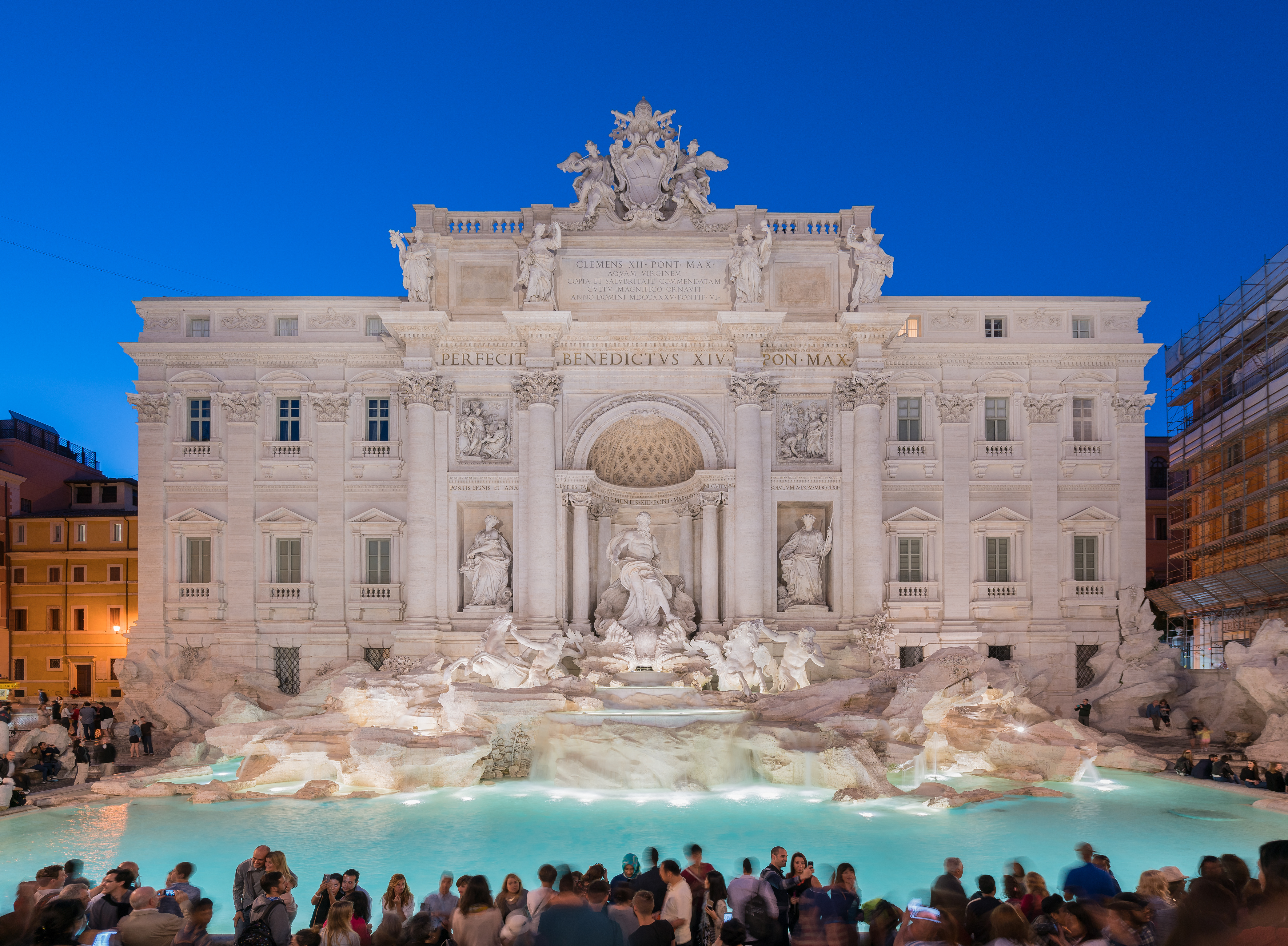
Ввечері
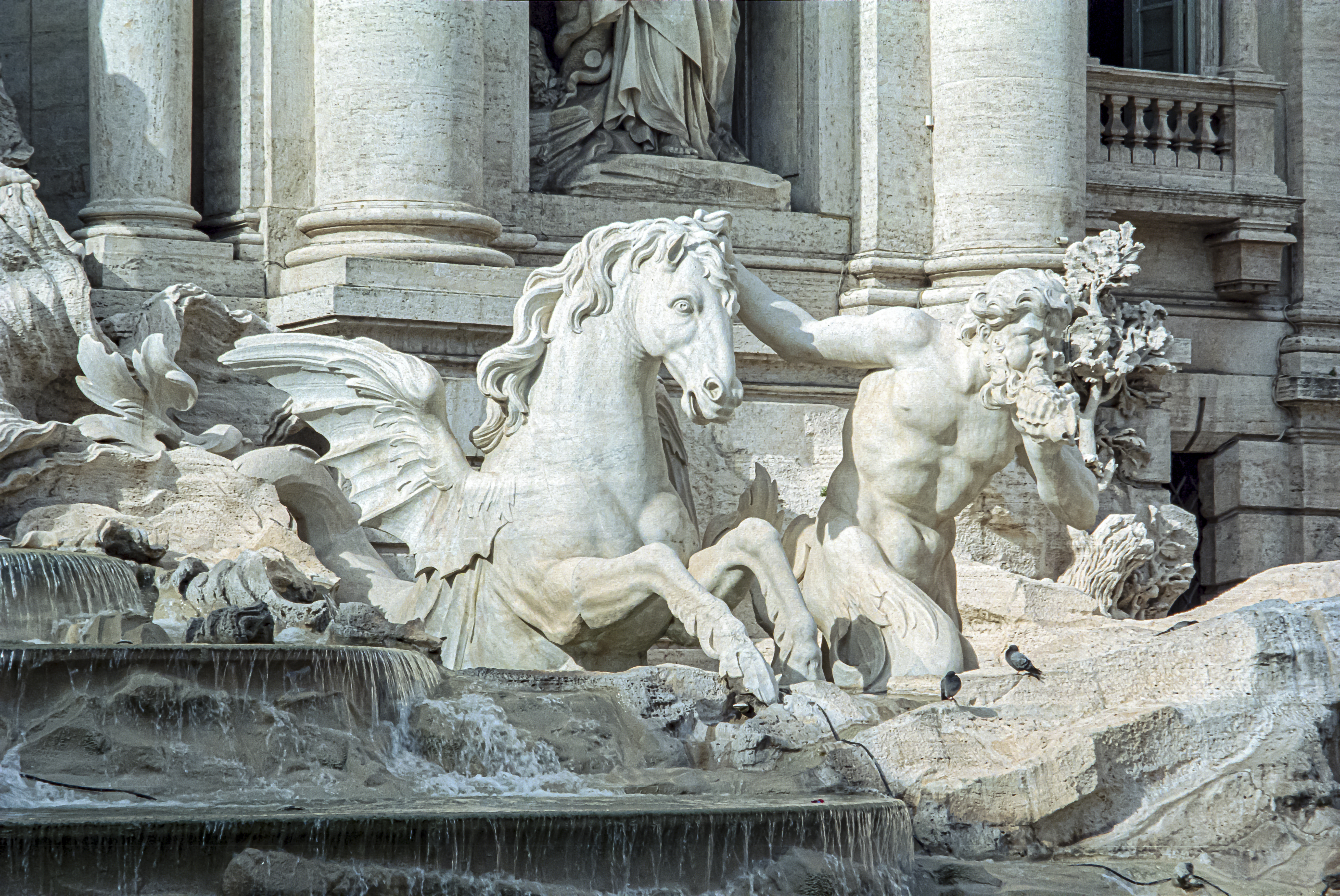
Деталь
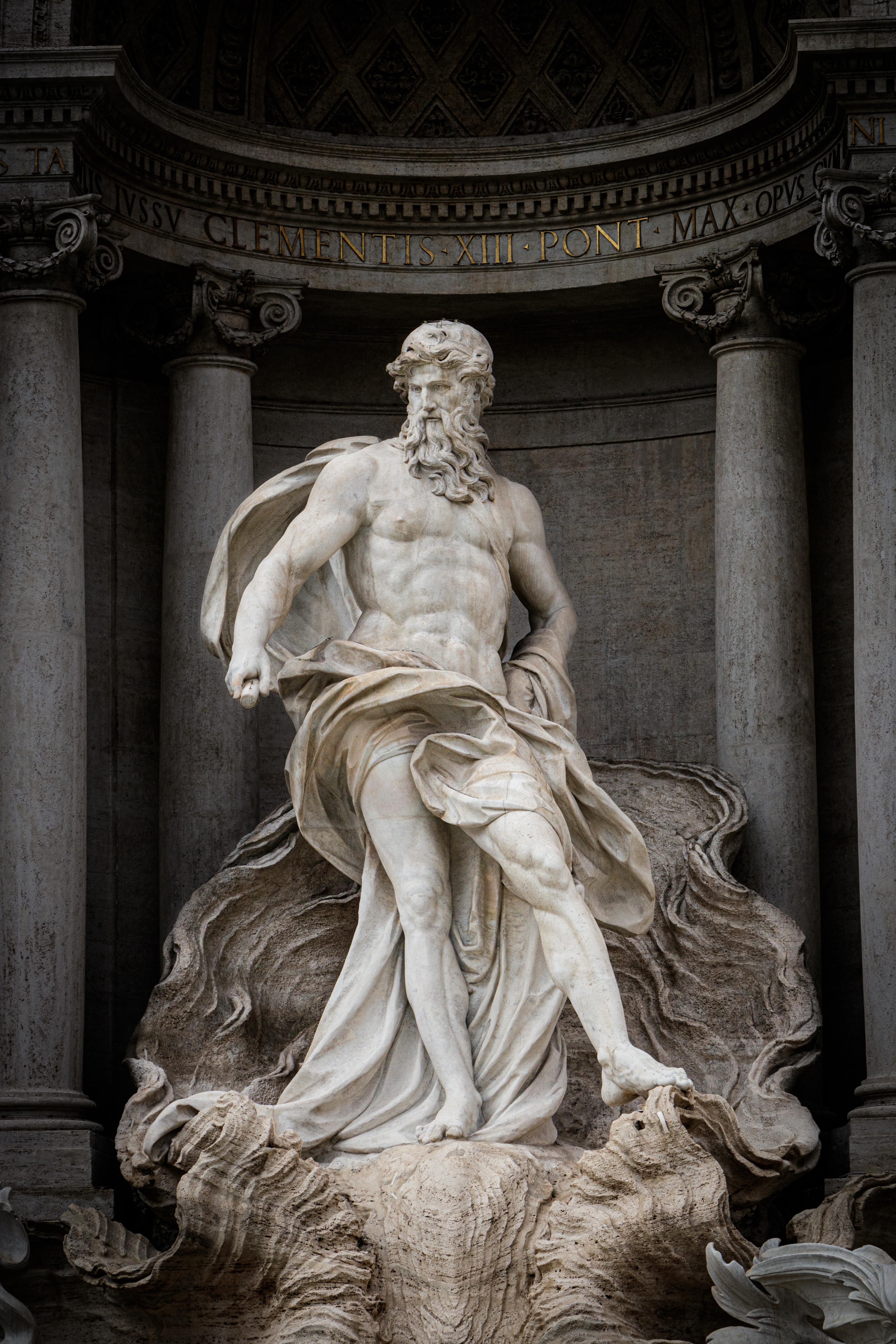
Деталь. Океан
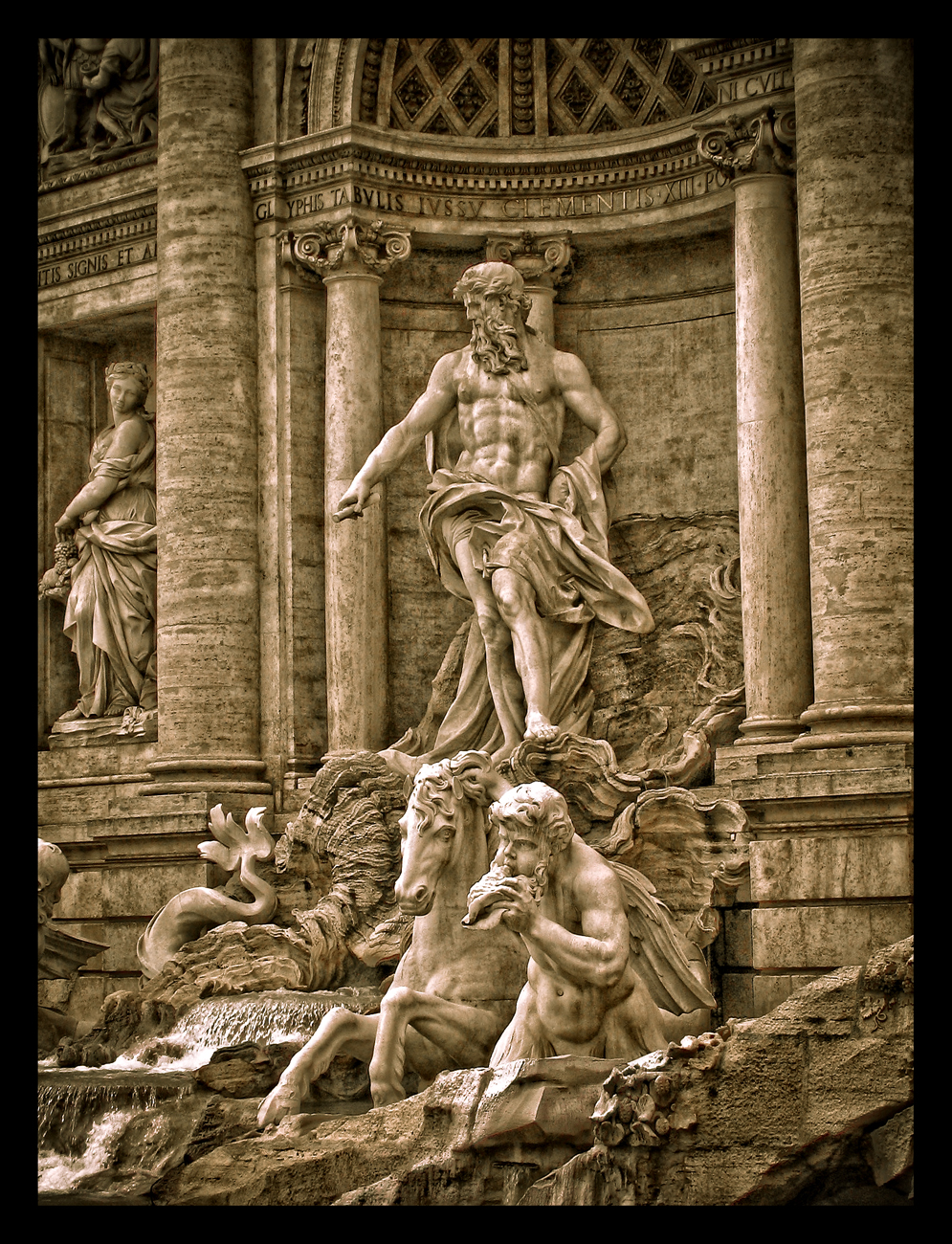
Деталь. Океан
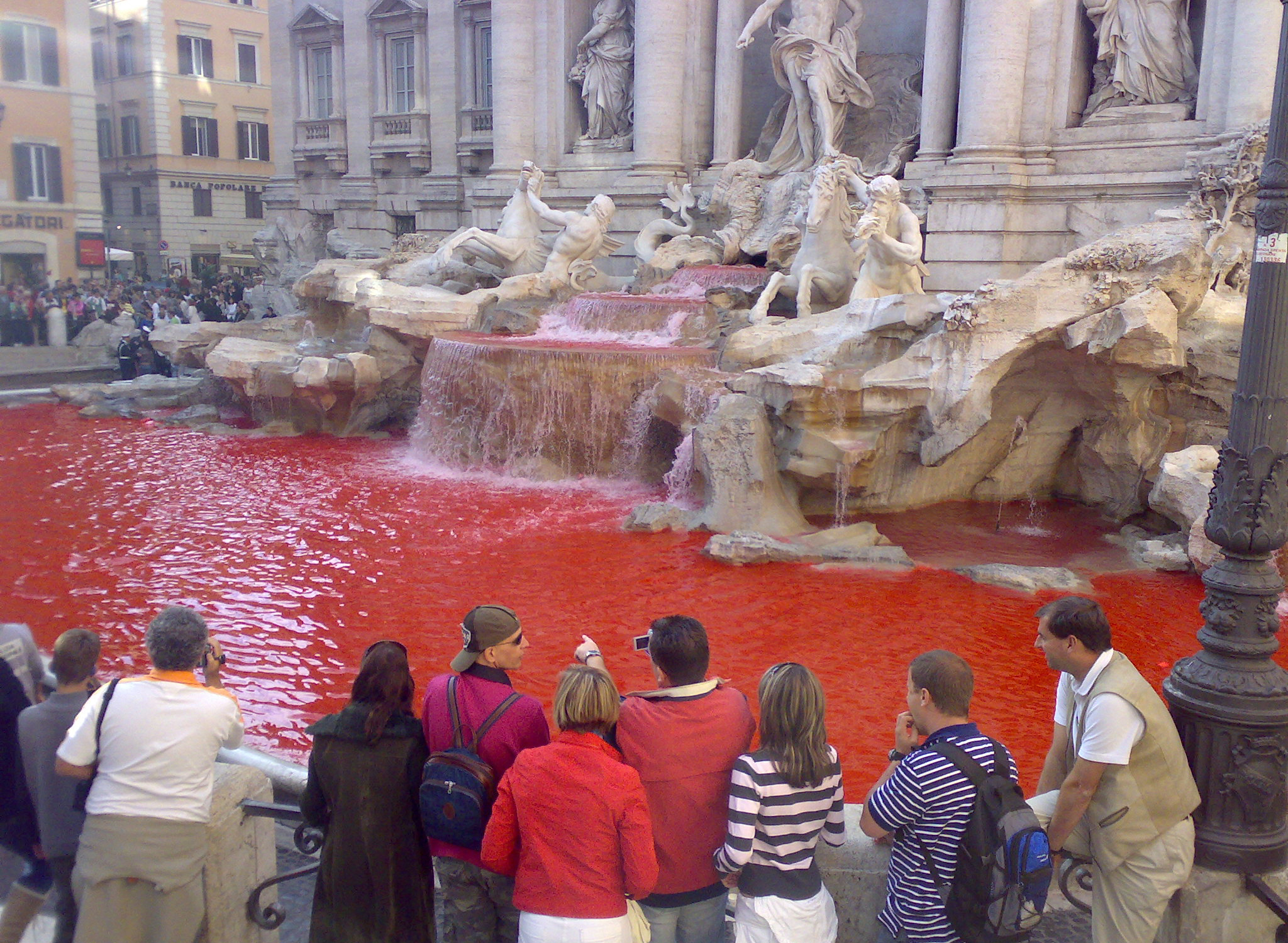
Вандал зафарбував воду в червоний колір
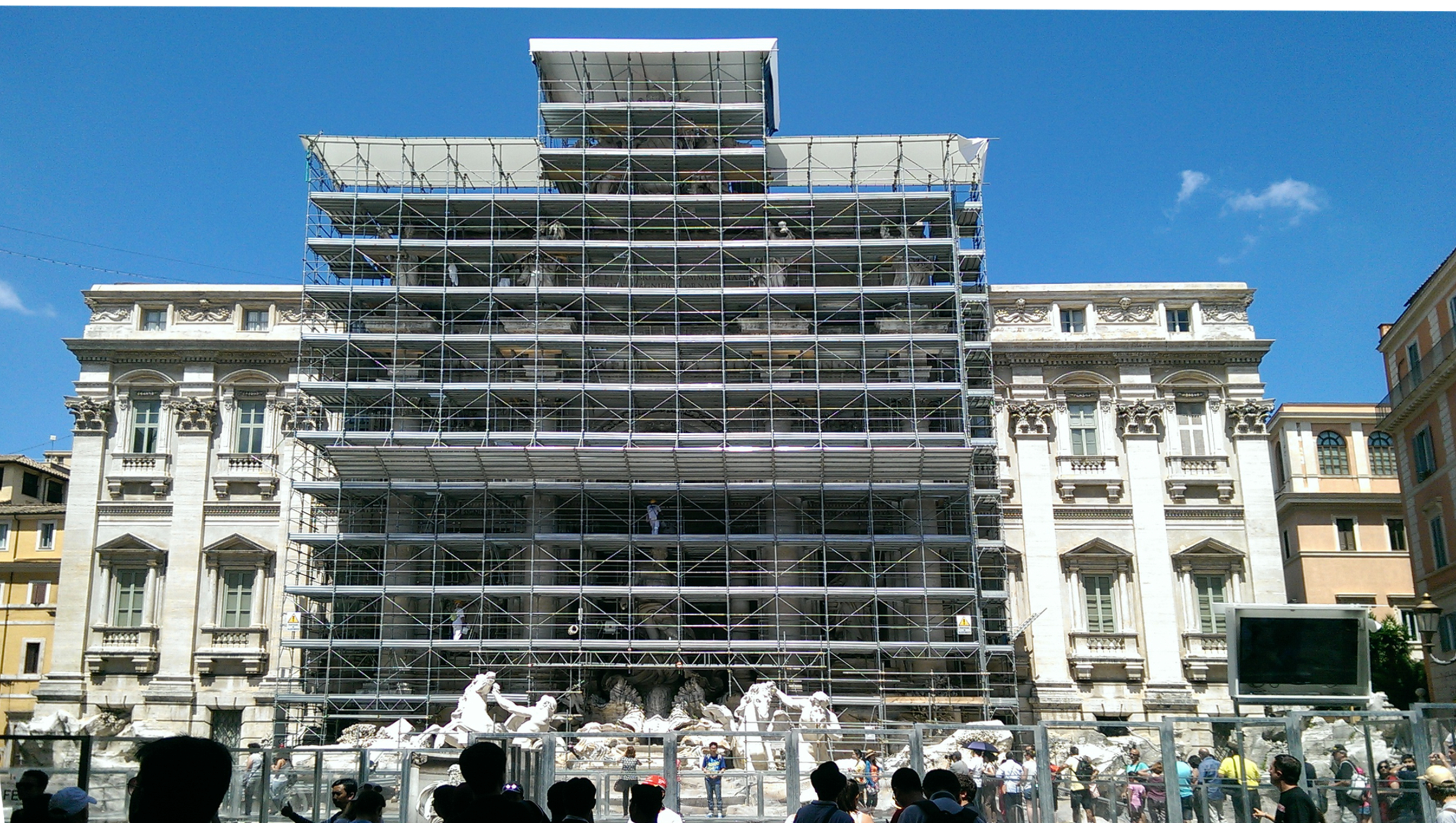
Оновлення
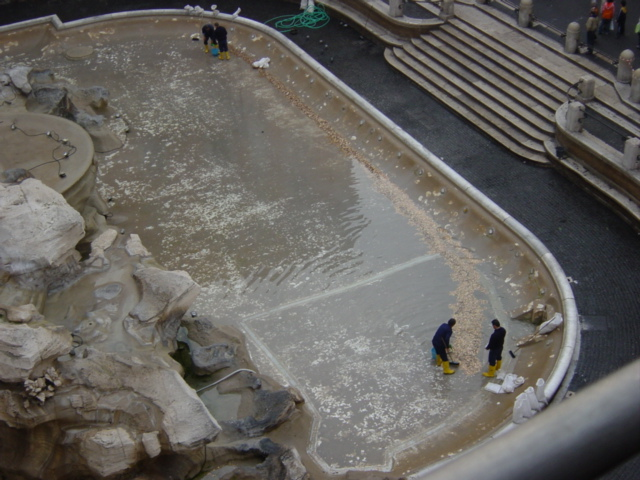
Очистка від бруду та монет
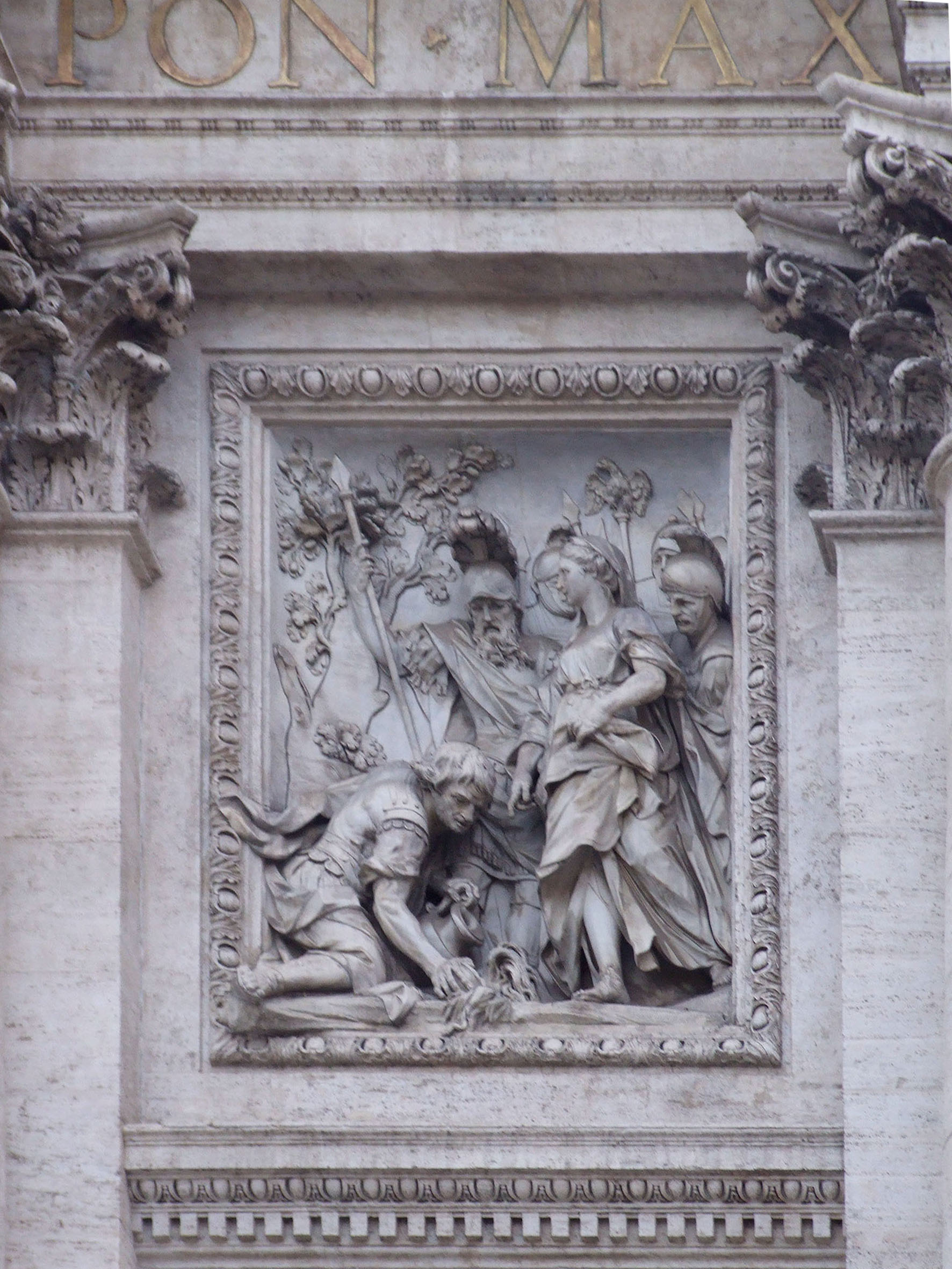
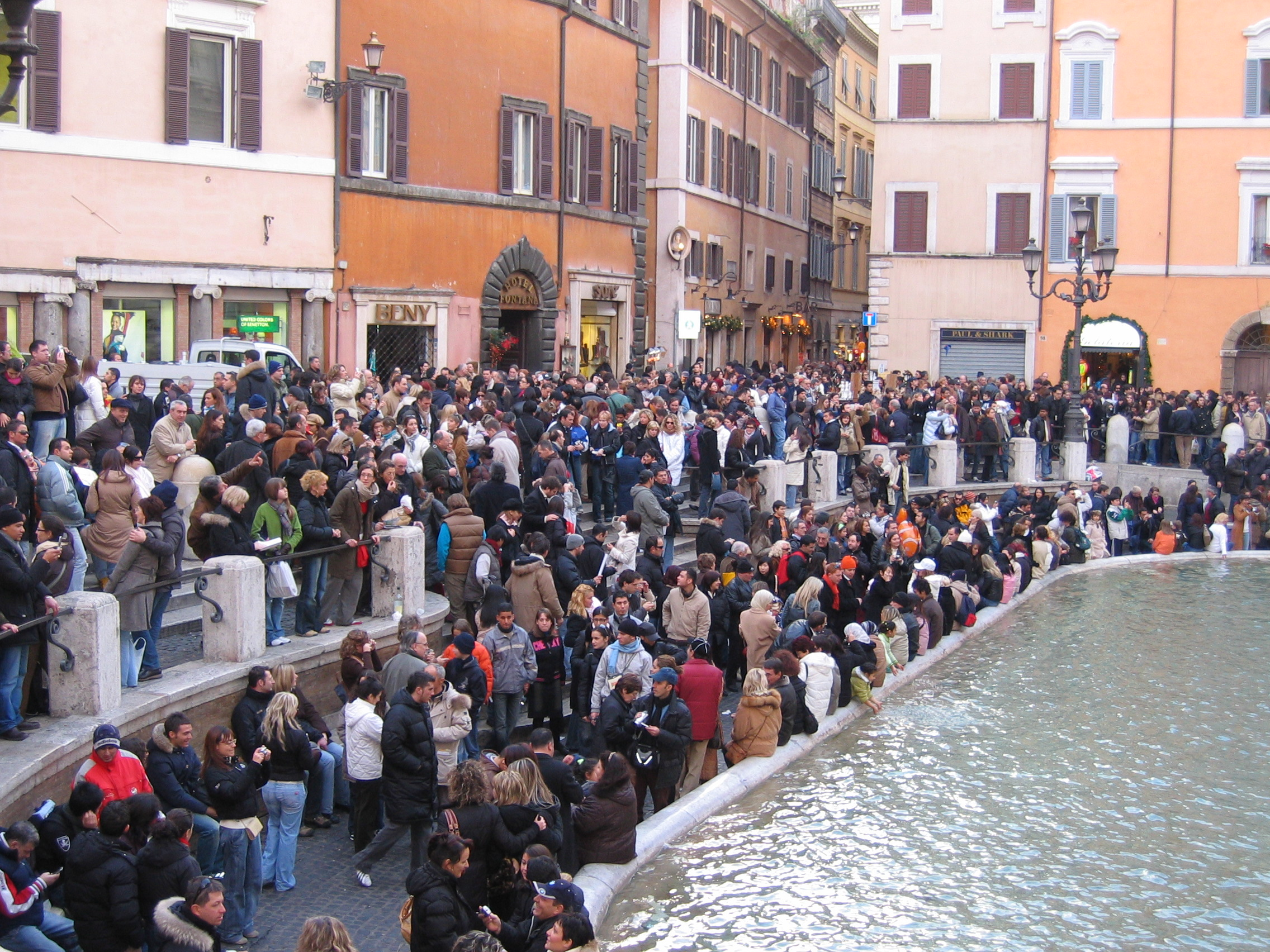
Біля водограю завжди натовп туристів